# الجبهة الديمقراطية لتحرير فلسطين
الجبهة الديمقراطية لتحرير فلسطين (أو اختصارا الجبهة الديمقراطية أو الديمقراطية) وهو فصيل ماركسي فلسطيني نتج عن الخلاف الذي وقع في في الجبهة الشعبية لتحرير فلسطين سنة 1969 حول تبني العقيدة الماركسية، ويتزعمها نايف حواتمة منذ تأسيسها. لعبت دورا مهما في الجدل السياسي الفلسطيني في السبعينيات والثمانينيات ونفذت عمليات عسكرية نوعية. تراجع تأثيرها في التسعينيات بعد انهيار الاتحاد السوفييتي وشهدت انشقاقا نتج عنه الاتحاد الديمقراطي الفلسطيني (فدا).

## نبذة تاريخية

### التأسيس

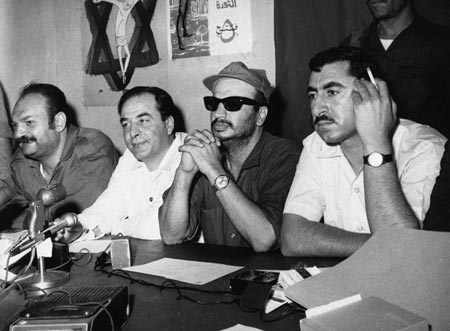
مؤتمر صحفي (من اليمين) نايف حواتمة الأمين العام للجبهة مع ياسر عرفات وكمال ناصر في عمّان في مطلع عام 1970

قام نايف حواتمة بالانفصال عن الجبهة الشعبية لأنه في نظره أصبحت الشعبية تحت قيادة جورج حبش تركز كثيرا على قضايا الكفاح المسلح وحده وهو يريد توجها يركز على تقوية أيدولوجية الحركة والاهتمام أيضا بقضايا الكفاح العسكري المسلح. عارضت الجبهة الديمقراطية جميع الحلول السلمية، وقرارَي مجلس الأمن الرقمَين 242 و338. واتهمت كلَّ الدول العربية، التي تسير في ركب الحلول السلمية، بالتواطؤ والعمالة. وكان رأي نايف حواتمة، في أحداث الأردن، في السبعينيات «أن حل المشكلة في الأردن، يتمثّل في إقامة جبهة وطنية فلسطينية ـ أردنية، تسترد، بالكفاح الشعبي المسلح، حقوق شعب فلسطين، وحقوق سكان الضفة الغربية للأردن. وإقامة حكومة وطنية ديموقراطية، في عمّان».وفي مؤتمر اب 1968 فاز المجددون اليساريون في الانتخابات وكان على رأسهم نايف حواتمة فقد أخذ جناح حواتمة اليساري عشر مقاعد مقابل ست مقاعد للقوميين بزعامة جورج حبش ودار خلاف بين القطبين، حتى قام وديع حداد بقتل رفيق من انصار حواتمة وهو منذر قادري فدار الخلاف بسبب عدم ادخال الماركسية والتجديد داخل الجبهة الذي دعا إليه حواتمة وفشل القومية في حل القضية الفلسطينية، فخرج اليسارين وتم تاسيس الجبهة الديمقراطية لتحرير فلسطين.
لقد أيدت الجبهة الديمقراطية انطلاقة الكفاح المسلح الفلسطيني (حركة فتح)، عام 1965. وتبنت إستراتيجية الحرب الشعبية الطويلة الأمد، المستندة إلى ثلاثة أعمدة، هي: الكفاح المسلح، النضال السياسي، والنضال الجماهيري. كذلك، دعت، في بيان في 22 فبراير في مناسبة الذكرى الثانية لتأسيسها، إلى توحيد منظمات المقاومة الفلسطينية، بارتباطها ببناء الجبهة الأردنية ـ الفلسطينية؛ وذلك من أجل مواجهة الدعوات إلى الحل السلمي، ومحاولات القضاء على المقاومة. وقد كانت الجبهة أول من اسس المؤسسات الشبابية والاجتماعيه والنقابات في الأراضي المحتلة.
وعارضت الجبهة فكرة الدولة الفلسطينية، المقترح إنشاؤها على جزء من أرض فلسطين؛ ورأت أنه لا يشكل حلاً جدياً، ولا يفي بحقوق الشعب الفلسطيني. كذلك، استنكرت، في بيان، في 26 أغسطس 1971، مشروع الحكم الذاتي في الضفة الغربية، الذي طالب به بعض سياسيي تلك الضفة؛ متهمة إياه بإشاعة التفريط في حقوق الشعب الفلسطيني، في العودة وحق تقرير المصير وتحرير الأرض برمّتها؛ ما ينجم عنه آثار سيئة في الدول العربية، اقتصادياً وعسكرياً.
وشاركت في وفود المقاومة الفلسطينية إلى الخارج؛ فضم الوفد إلى بكين، مثلاً، في مناسبة أسبوع فلسطين العالمي، في مايو 1971، مندوبين عن «حركة فتح» و«منظمة الصاعقة»؛ إضافة إلى الجبهة الديمقراطية.

### جبهة الرفض والحرب اللبنانية
على عكس الجبهة الشعبية لتحرير فلسطين لم تنضم الجبهة الديمقراطية إلى جبهة الرفض، لم يكن بامكانها الانضمام إلى جبهة ترفض المشروع الذي بادرت هي بتقديمه (البرنامج المرحلي) قرارات دورة المجلس الوطني الفلسطيني الثانية عشر التي أقرت بإقامة الدولة الفلسطينية على أي جزء من فلسطين. ابتداء من سنة 1975 شاركت الجبهة في الحرب الأهلية اللبنانية إلى جانب الحركة الوطنية اللبنانية. ربطتها علاقة وثيقة مع منظمة العمل الشيوعي في لبنان التي كانت تصدر معها جريدة الحرية.
وقد كانت الجبهة قد طرحت البرنامج المرحلي والذي يعرف ببرنامج النقاط العشر والذي أصبح فيما بعد برنامج منظمة التحرير الفلسطينية سنة 1973 ودافعت عن البرنامج امام الفصائل الفلسطينية التي في البداية كانت رافضه وسرعان ما وافقت كل الاطر الفلسطينية ليصبح برنامج المنظمة.

### البرنامج المرحلي 1974
بعد هزيمة المقاومة الفلسطينية في ايلول / سبتمبر 1970 وما تلاها من معارك قادت إلى تصفية وجودها العلني في الأردن، أطلقت في صفوف الجبهة مراجعة نقدية صريحة وشاملة لسياستها وسياسة المقاومة في الأردن، درست الواقع المعقد للعلاقات الأردنية - الفلسطينية، وبخاصة واقع الانقسام الإقليمي في المجتمع الأردني وجذوره الكامنة في الموقع الفريد الذي يحتله الأردن في خارطة المصالح الامبريالية في المنطقة والوظيفة التي يؤديها في هذا السياق من خلال مصادرة حق الشعب الفلسطيني في تقرير المصير وفي التعبير المستقل عن هويته الوطنية، بالإضافة إلى حرب تشرين الأول 1973م، وما نتج عنها من تغيرات على الساحة الاقليمية.
هذه المراجعة النقدية كانت بداية الرحلة نحو صياغة برنامج " حق العودة وتقرير المصير واقامة الدولة الفلسطينية المستقلة على "الأراضي الفلسطينية المحتلة" عام 67 بما فيها القدس العاصمة "، أي إعادة صياغة للفكر السياسي الفلسطيني المتمحور حتى ذلك الحين حول ثنائية التضاد بين " المقاومة " وبين " التسوية "، بين " الكفاح المسلح " وبين " الحل السلمي، وتوصلت الجبهة إلى طرح البرنامج المرحلي- برنامج النقطا العشر في عام 1973م، وأقرته منظمة التحرير الفلسطينية في عام 1974م.

### العمليات العسكرية

علم الجبهة

لقد شنت الجبهة العديد من العمليات العسكرية الناجحة، على إسرائيل. ولم تؤيد العمليات الخارجية، التي كانت تشنها على حركة المقاومة الفلسطينية، مثل اختطاف الطائرات. فقد كانت الفصيل الأول في انزال العمليات إلى الأراضي المحتلة، وكان هذا واضح في صفقت التبادل الأخيرة بين حزب الله وإسرائيل، فقد كان العدد الأكبر من جثامين القتلى للجبهة، وقدمت الكثير من القتلى وعلى رأسهم خالد نزال الذي كان يقود الجناح العسكري للجبهة والذي اغتيل في اثينا على يد الموساد، وقد كانت الرائدة في السجون الإسرائيلية، فقد قدمت عمر القاسم بعد 21 عاما من الاسر، وأنيس دولة بعد 12 عاما من الأسر، والكثير من كوادر الجبهة الديمقراطية المحررين من السجون الإسرائيلية.

## انخفاض شعبيتها
عانت الجبهة من انخفاض في شعبيتها بعد سقوط الاتحاد السوفييتي والصعود المتوالي للحركات الإسلامية وانتقال الصراع إلى داخل الأراضي الفلسطينية كما عانت من الانفصالات الداخلية ومنها انفصال ياسر عبد ربه بجماعة من الحركة وتأسيس حزب فدا الذي كان مقربا من الرئيس الراحل ياسر عرفات. عارضت الجبهة اتفاقية أوسلو ولا زالت، وخففت من أعمالها العسكرية منذ ذلك الوقت على الرغم من معارضتها إياها.
قامت بعدد من العمليات الفدائية خلال انتفاضة الأقصى أبرزها مهاجمتها لموقع عسكري إسرائيلي في قطاع غزة في 25 أغسطس 2001 في عملية أسفرت عن مقتل 7 جنود إسرائيليين وجرح 7 آخرين والتي تعتبر أول عملية اقتحام لموقع عسكري إسرائيلي، وقد كان جناحها العسكري كتائب المقاومة الوطنية من الاجنحة العسكرية المنفذة للعمليات داخل المستوطنات، بتنفيذه عدة عمليات العسكرية مثل عملية الون مورية وايتمار ومستوطنة الحمراء وعملية وادي السلقا والطريق إلى فلسطين وغيرها، والجبهة من الفصائل الستة التي دافعت عن غزة، خلال انتفاضة الأقصى في الضفة وغزة والقدس، كان من القتلى من الجبهة قادة الجناح العسكري ومنهم إبراهيم أبو علبة وهاني العقاد ونضال الواوي وأيمن البهداري وسمير البيوك وجهاد أبو علبة وإبراهيم جربوع وسمير البيوك وغيرهم المئات من أبناء الكتائب.
شاركت الجبهة في الانتخابات الرئاسية سنة 2005 وتحصل مرشحها، تيسير خالد على 3.35% من الأصوات.

## التنظيم
البناء التنظيمي للجبهة أفقي دائري بالأساس، قوامه وحدات قاعدية ضمن منظمات محلية (على أساس جغرافي، قطاعي..) وارتفاعه الهرمي الترتيبي يقتصر على العدد اللازم من محطات الوصل من جهة وضرورة توحيد التوجيه لضمان وحدة العمل من جهة أخرى. أما المبدأ التنظيمي الأساس فهو المركزية الديمقراطية التي توجه علاقة منظمات الجبهة مع مختلف تجمعات الشعب الفلسطيني وفئاته الاجتماعية والحركة الجماهيرية عموماً. ان الآليات التطبيقية المختبرة لهذا المبدأ التنظيمي، تضمن بواسطة المؤتمرات الدورية وعلاقات العمل اليومية مشاركة أعضاء ومنظمات الجبهة في رسم سياستها وانتخاب الهيئات القيادية والمحاسبة والرقابة المتبادلة.

## التنظيم الطلابي
للجبهة تنظيم طلابي ينشط في الجامعات والمعاهد الفلسطينية تحت اسم «كتلة الوحدة الطلابية».

## الاجنحة العسكرية للجبهة منذ انطلاقتها حتى الآن

### القوات المسلحة الثورية (1969-1987)
لقد أسست الجبهة الديمقراطية، مع اللحظة الأولى لانطلاقتها، جناحها المقاتل، والذي سمي آنذاك “القوات المسلحة الثورية” وذلك تيمنا بالقوات المسلحة الثورية الفيتنامية التي حررت فيتنام من الاحتلال. وقد شنت هذه القوات، إلى جانب باقي التشكيلات الفدائية لفصائل المقاومة الفلسطينية عمليات عسكرية، حتى ثمانينات القرن العشرين.
ومن أبرز عملياتها: عملية ترشيحا، عملية معالوت، عملية القدس الأولى والثانية، عملية أبو جهاد، عملية بيسان، قصف نهاريا بالكاتيوشا، عملية ابطال مخيم بلاطة، عملية القدس العربية، عملية الشهيد محمد رسول، شهداء نابلس، عملية الانتفاضة المتجددة، عملية شهداء الحرم الإبراهيمي، عملية يوم القدس العالمي، عملية مجموعة شهداء قانا، عملية الشهيد أبو اياد، عملية شيريشوف، عملية الشهيدة فايزة مفارجة، عملية شهداء دولة فلسطين.

### قوات النجم الأحمر
في الانتفاضة الأولى أدخلت الجبهة الديمقراطية السرية للعمل المسلح في الداخل تطويرات مهمة وتمّ الإعلان عن عملياتها تحت اسم “قوات النجم الأحمر” أو قوات اسناد الداخل (سياج) 1987 حتى نهاية الانتفاضة الأولى بداية التسعينات.
ومن عملياتها في الضفة الفلسطينية اغتيال الحاخام حاييم دروكمان أحد كبار مؤسسي عصابة “غوش ايمونيم” الاستيطانية، وشريكه افرام أيوني أحد مؤسسي مستوطنة كفار داروم في قطاع غزة، وقد كان من العناصر الأكثر تطرفاً، والداعية إلى استئناف سياسة التطهير العنصري عبر الطرد الجماعي (الترانسفير) للفلسطينيين من داخل إسرائيل والمناطق المحتلة.[بحاجة لمصدر]

### كتائب المقاومة الوطنية الفلسطينية
ومع وصول مفاوضات كامب ديفيد 2 (تموز /يوليو 2000) إلى الطريق المسدود، انفجرت في 28/9/2000 الانتفاضة الفلسطينية الثانية، “انتفاضة الأقصى”.
ومنذ الأيام الأولى لانطلاقتها، وفرت الظروف الإمكانات الضرورية أمام الانتفاضة لاعتماد كل أساليب الكفاح ضد القوات الإسرائيلية، بما في ذلك العمل المسلح، كرد فعل على الهجمات العسكرية الواسعة التي شنها الجيش الإسرائيلي ضد المقرات الرسمية للسلطة الفلسطينية، وضد التجمعات السكنية، والتظاهرات السلمية في الضفة والقطاع.
وقد انخرطت فيها وأعادت بناء تشكيلاتها العسكرية في الضفة والقطاع، وقد حملت هذه المرة اسماً جديداً هو “كتائب المقاومة الوطنية الفلسطينية”.
قامت كتائب المقاومة الوطنية الفلسطينية بالعشرات من العمليات ضد جنود الاحتلال واليهود في أراضي الـ1967 ومن أبرز عملياتها عملية اقتحام معسكر جان اور في قطاع غزة اواخر شهر أغسطس من العام 2001 عندما قام مسلحان تابعان للجناح العسكري للجبهة «كتائب المقاومة الوطنية» باقتحام المعسكر وقتل أكثر من 7 جنود بينهم ضابط برتبة مقدم وكان هذه العملية أول عمليات اقتحام المستعمرات الإسرائيلية في قطاع غزة في الانتفاضة الحالية، إضافة للعمليات الانتحارية مثل: الطريق إلى فلسطين والتي نفذها محمد أبو صقر من قطاع غزة، اقتحام الون مورية والتي نفذها محمود حنني من بيت فوريك (نابلس)، يستهار والتي نفذها أحمد ياسر صالح من عصيرة القبلية (نابلس)، حاجز الحمرا والتي نفذها رأفت بني عودة من طمون (طوباس)، منطقة الحمرا والتي نفذها زيد حنني من بيت فوريك (نابلس)، نتيف هتعسرا، تجمع الليكود، عملية الرد على اغتيال أبو علي مصطفى والتي نفذها نسيم أبو عاصي من قطاع غزة، وكان اخرها في بدايات شهر يناير من العام 2011 بقتل جندي إسرائيلي واصابة خمسة آخرين بفعل قصف الكتائب لمجموعة جنود في منطقة وادي السلقا جنوب القطاع.

## شخصيات بارزة في تاريخ الجبهة
- نايف حواتمة، الأمين العام للجبهة منذ تأسيسها.
- ممدوح نوفل، القائد العسكري السابق لقوات الجبهة الديمقراطية في لبنان. وعضو المجلس الوطني الفلسطيني.
- عمر القاسم، قُتِلَ بعد 21 عاما من الاعتقال في السجون الإسرائيلية وهو عضو في اللجنة المركزية للجبهة الديمقراطية.
- تيسير خالد، قيادي وعضو في المكتب السياسي منذ عام 1969، وهو أقدم عضو لجنة تنفيذية لمنظمة التحرير منذ عام 1991.
- قيس عبد الكريم، نائب الأمين العام للجبهة الديمقراطية.
- صالح زيدان، قيادي سياسي كان في غزة، ثم لجأ إلى السويد.
- عصام أبو دقة، عضو القيادة المركزية للجبهة الديمقراطية.
- نهاد أبو غوش، قيادي سياسي وعضو في اللجنة المركزية.
- وجدي جودة، أسير وقائد بارز للجناح العسكري للجبهة الديمقراطية في شمال الضفة ومحكوم بالسجن المؤبد.
- فتحي كليب، مفكر معاصر ومنظر يعتبر مرجعية فكرية وسياسية في الأدبيات النظرية للجبهة الديمقراطية.